# Ciril Kosmač
Ciril Kosmač (1910. szeptember 28, Sveta Lucija közelében (ma: Isonzó-híd) – 1980. január 28., Ljubljana), szlovén regényíró, forgatókönyvíró.

## Életrajza
Középiskolai tanulmányait Tolminban és Goriziában végezte. A késő 1920-as években, amikor szülőfaluja olasz fennhatóság alá került, Kosmač csatlakozott a harcos antifasiszta szervezethez (TIGR). 1930-ban letartóztatták az olasz fasiszta hatóságok. Szabadulása után elmenekült a Jugoszláv Királyságból, és Ljubljanában telepedett le.
1938-ban egy, a francia kormány által biztosított ösztöndíjjal Párizsba költözött, ahol a jugoszláv nagykövetségen dolgozott. 1940-ben Londonba menekült, ahol a BBC World Service munkatársa lett. 1943-ban Kairóba utazott, majd 1944-ben, amikor nácik megszállták Jugoszláviát Kosmač csatlakozott a partizán ellenálláshoz.
A második világháború után dolgozott riporterként és forgatókönyvíróként a feltörekvő szlovén filmgyártás számára. Többek között Kosmač jegyzi forgatókönyvíróként az első szlovén nyelvű játékfilmet, a Na svoji zemlji-t. (A saját földünk)
1956-ban Portorožban a tengerparti üdülővárosban telepedett le. 1961-ben tagja lett a Slovenska akademija znanosti in umetnosti-nak, (Szlovén Tudományos Akadémia).
1980-ban halt meg Ljubljanaban, hamvait szülőfalujában helyezték örök nyugalomra. Ugyanebben az évben posztumusz megkapta a Prešeren-díjat, amely a legmagasabb művészeti díj Szlovéniában.

## Munkássága
Kosmač elsősorban a novelláiról ismert, amelyek gyakran filozófiai mélységekbe bocsátkoznak. 1930-ban kezdett alkotni, novelláit először a Sodobnost irodalmi folyóiratban publikálta, amelyet Josip Vidmar irodalomkritikus szerkesztett.
Kosmač korai művei hasonlóságot mutatnak más kortárs szlovén szerzőkkel is, akik a szocreál műfajban alkottak: Prežihov Voranc, Miško Kranjec, Anton Ingolič, Tone Seliškar, Mile Klopčič, Bratko Kreft, Ivan Potrč.
A második világháború után Kosmač egyre inkább eltávolodott a társadalmi realizmustól, és egyike volt azon szlovén szerzőknek, akik modernista stílusjegyeket csempésztek prózájukba, különös tekintettel a szürrealista jegyekre. Későbbi prózáját – amiről igazán híres lett – az irodalomtudósok gyakran tekintik egyfajta mágikus realizmusnak.
- Sreča in Kruh (1946)
- Balada o trobenti in oblaku (1956–1957), Ballada a trombitáról meg a felhőről[halott link], 1975, fordította: Gállos Orsolya
- Tantadruj (1959)
- Prazna ptičnica (1988)
- Pomladni dan (1953), Szép tavaszi nap Archiválva 2016. március 4-i dátummal a Wayback Machine-ben, 1961, fordította: Bodrits István

## Magyarul
- Szép tavaszi nap; ford. Bodrits István; Forum, Novi Sad, 1961
- Ballada a trombitáról meg a felhőről / Ammega; ford. Gállos Orsolya; Európa, Bp., 1975 (A győzelem könyvtára)